# 洛里安沼澤
洛里安沼澤（Lorian Swamp）是東非的濕地，位於肯尼亞的埃瓦索恩吉羅河地區，佔地2,310平方公里，長196公里、寬25公里，海拔高度少於300米，每年平均降雨量180至250毫米，每年蒸發量高達2,600毫米，該沼澤面積不斷縮少。
0°38′46″N 39°36′14″E / 0.64611°N 39.60389°E